# Chudleigh
För andra betydelser, se Chudleigh (olika betydelser).
Chudleigh är en stad och civil parish i Teignbridge i Devon i England. Orten har 4 378 invånare (2011).